# Iglesia de San Román (Ezquerecocha)
La iglesia de San Román es un edificio situado en el concejo español de Ezquerecocha, en la provincia de Álava.

## Descripción
El edificio se encuentra en el concejo español de Ezquerecocha, del municipio de Iruraiz-Gauna, perteneciente a la provincia de Álava, en la comunidad autónoma del País Vasco. Se menciona como iglesia parroquial del lugar en el tomo de la Geografía general del País Vasco-Navarro dedicado a Álava y escrito por Vicente Vera y López, donde se dice lo siguiente: «Su parroquia, dedicada á San Román, es de categoría rural de segunda clase y pertenece al arciprestazgo de Salvatierra».
Hacia finales del siglo XIII la localidad tuvo un momento de esplendor que se materializó en el recrecimiento de la iglesia por la parte del ábside y durante el Renacimiento se incluyó el retablo pétreo tan característico de este templo. En los últimos siglos se fueron añadiendo la sacristía, el pórtico o la casa cural que hoy en día conforman el complejo conjunto de espacios de la iglesia parroquial.